# Línguas yukaghir
As línguas yukaghir (pronúncia em inglês: [ˈjuːkəɡɪər], [juːkəˈɡɪər]; também Yukagir, Jukagir) são uma pequena família de duas línguas bastante aproximadas - o yukaghir da tundra e o yukaghir de Kolyma - falados pelos yukaghir, um povo que vive na bacia do rio Kolyma, no extremo-oriente da Rússia. De acordo com o censo russo de 2002, ambas as línguas eram faladas, no total, por 640 pessoas. Pesquisas recentes indicam que esse número é demasiado alto: as línguas yukaghir terão no máximo 70 ou 80 falantes.